# Moop Mama
Moop Mama ist eine zehnköpfige Band aus München. Ihr Stil, den sie selbst als „Urban Brass“ beschreiben, mischt die Genres Hip-Hop, Brass-Band- und Marching-Band-Musik.

## Geschichte

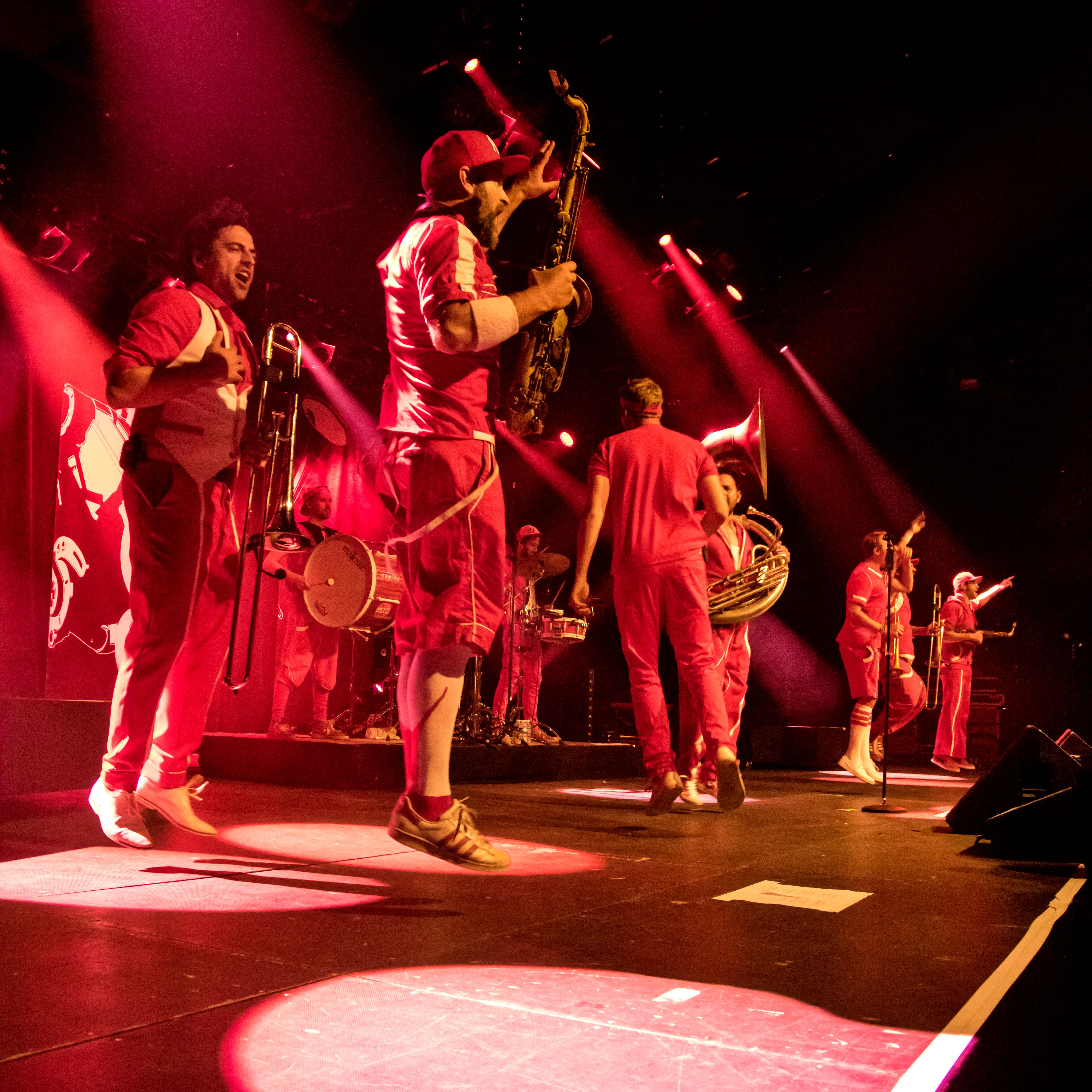
ZMF 2016 in Freiburg

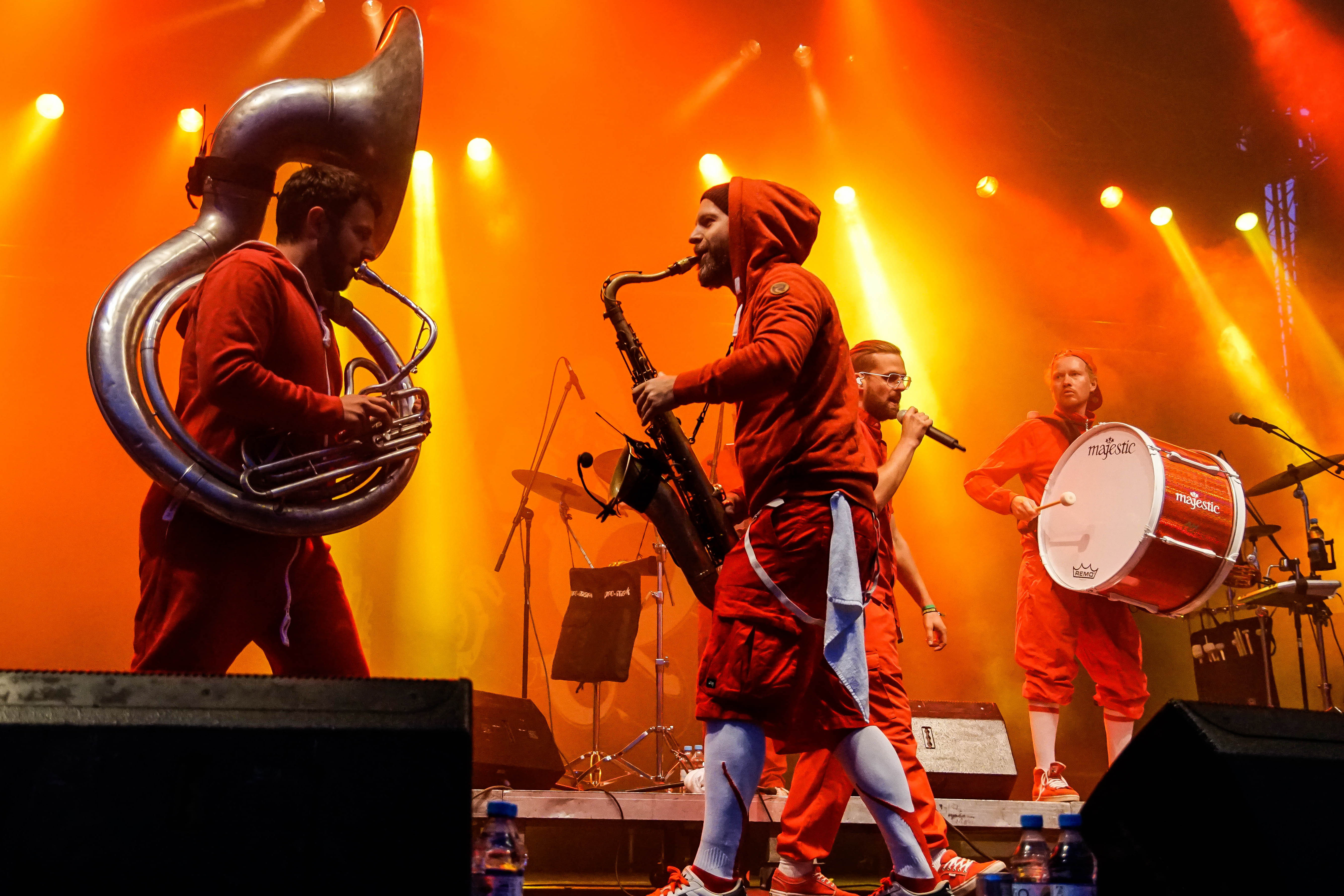
Moop Mama beim Rocken am Brocken (2015)

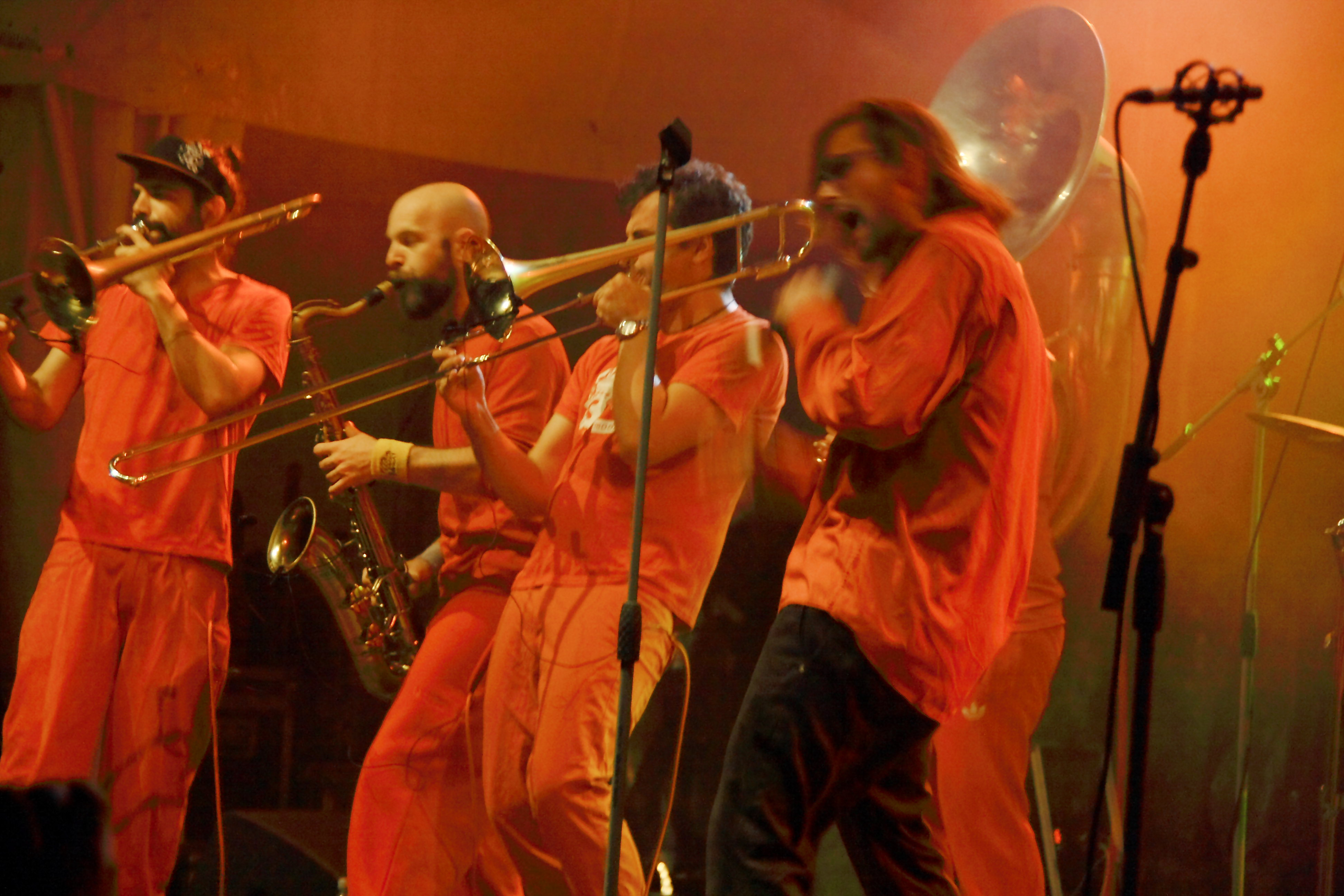
Moop Mama beim TFF Rudolstadt (2012)

Moop Mama gründete sich 2009 auf Initiative des Tenorsaxophonisten Marcus Kesselbauer, der sich mit dem Rapper Keno und dem Produzenten Lukas „Bustla“ Roth von der Hip-Hop-Gruppe Creme Fresh zusammentat. Als zehnköpfige Marching-Band machte Moop Mama anfangs vor allem mit unangekündigten Guerilla-Konzerten im öffentlichen Raum auf sich aufmerksam, etwa in Fußgängerzonen und Stadtparks. Um seine Stimme gegenüber den Blasinstrumenten zu verstärken, rappte Frontmann Keno dabei in ein Megaphon. Ziel dieser Konzerte war nach Aussage der Band die Rückeroberung des öffentlichen Raums, jedoch kam es wegen vermeintlicher Ruhestörung dabei häufig zur Konfrontation mit Polizei und Ordnungsbehörden.
Die Band war in vielen Fernsehshows zu sehen, so etwa bei Inas Nacht, ttt – titel, thesen, temperamente, Checker Can oder bei Metropolis. Moop Mamas Song Helden ist als Titelmusik der BR-Show Vereinsheim Schwabing zu hören, die Band selbst war lange fester Bestandteil der Sendung. Zum Kinofilm Vatertage – Opa über Nacht steuerten sie Teile der Filmmusik bei und sind auch als Darsteller zu sehen.
Die Band trat regelmäßig bei verschiedenen Festivals auf, darunter auf dem Southside-Festival, dem Highfield-Festival, dem Mini-Rock-Festival, dem Fusion Festival oder auf dem Splash. Sie waren auch im Rahmenprogramm des Champions-League-Finales in München zu sehen. Um ihr drittes Album M.O.O.P. Topia zu promoten, tourte die Band im Mai 2016 mit dem Fahrrad durch Deutschland.
Im September 2012 gab die Band auf Einladung des Goethe-Instituts Auftritte in Thessaloniki und Athen. Dies waren die ersten Konzerte außerhalb des deutschsprachigen Raums.
Moop Mama trat auch immer wieder in aktivistischen Zusammenhang auf. So spielte die Band im September 2018 ein Soli-Konzert im Hambacher Forst, um gegen die Abholzung des Forstes durch RWE zu protestieren oder spielte 2019 im Rahmen einer Großdemonstration von Fridays for Future vor dem Aachener Tivoli vor mehreren tausend Menschen.
2022 trennte sich die Band von Frontmann und Rapper Keno, im gleichen Jahr ging auch Posaunist und bandinterner Manager Peter Palmer, 2023 trat Saxophonist, Arrangeur und MD Marcus Kesselbauer aus. Im Jahr 2023 gaben Moop Mama dann bekannt, mit der Sängerin und Rapperin Älice, vormals Sängerin der Gruppe Chefboss, unter dem Projektnamen Moop Mama × Älice wieder auf Tour zu gehen und auch ein Album zu veröffentlichen, das 2024 erschien. Auch der Stamm der Musiker füllte sich in der Zeit mit Julian Ritter (Tenorsaxophon), Marvin Frey (Trompete) und Christian Kohlhaas (Posaune) wieder auf.

## Diskografie

### Alben
- 2011: Deine Mutter (Millaphon Records)[22]
- 2013: Das rote Album (Millaphon Records)[23]
- 2016: M.O.O.P. Topia (Mutterkomplex)[24]
- 2017: Live, Vol. 1 (Mutterkomplex)[25]
- 2018: ICH (Mutterkomplex)[26]
- 2020: Live, Vol. 2 (Mutterkomplex)[27]
- 2024: Wieder Laut (Deluxe) (Mutterkomplex)[28]

### Singles
- 2011: König der Stadtmitte (Millaphon Records)
- 2012: Liebe (Millaphon Records)[29]
- 2013: Party der Versager (Millaphon Records)[30]
- 2014: Stadt die immer schläft (Millaphon Records)[31]
- 2016: Meermenschen (Mutterkomplex)[32]
- 2016: Lösch das Internet (Mutterkomplex)[33]
- 2016: Die Erfindung des Rades (Mutterkomplex)[34]
- 2017: 25/8 (Live 2016) (Mutterkomplex)
- 2017: Komplize (Live 2016) (Mutterkomplex)
- 2018: Molotow (Mutterkomplex)
- 2018: Nüchtern (Mutterkomplex)
- 2018: Kapuze (Mutterkomplex)
- 2021: Alte Männer (Mutterkomplex)[35]
- 2021: Schwimm (Mutterkomplex)[36]
- 2023: Alles Am Weg (Mutterkomplex)[37]
- 2023: Bildet Banden (Mutterkomplex)[38]
- 2023: Bin Da (Mutterkomplex)[39]
- 2024: Nie Wieder (Mutterkomplex)[40]
- 2024: Blechdach (Mutterkomplex)[41]

### Musikvideos
- 2012: Liebe
- 2013: Party der Versager
- 2014: Stadt die immer schläft
- 2016: Meermenschen[42]
- 2016: Lösch das Internet
- 2016: Die Erfindung des Rades
- 2016: Alle Kinder (feat. Jan Delay)
- 2017: Komplize (Live)
- 2017: 25/8 (Live)
- 2018: Molotow
- 2018: Nüchtern
- 2018: Kapuze
- 2021: Alte Männer[43]
- 2021: Schwimm[44]
- 2023: Alles Am Weg[45]
- 2023: Bildet Banden[46]
- 2023: Bin Da[47]
- 2024: Nie Wieder[48]